# Kari Rueslåtten
Kari Rueslåtten (Trondheim, 3 de outubro de 1973) é uma cantora, compositora e musicista norueguesa. É mais conhecida como ex-vocalista da banda de doom metal experimental The 3rd and the Mortal, além de ser considerada como uma das mulheres pioneiras na cena do metal europeu, inspirando diversas outras cantoras do gênero.

## Carreira

### Unchain, The 3rd and the Mortal e Storm (1991–1995)
Rueslåtten nasceu na cidade norueguesa de Trondheim, Trøndelag. Após participar na demo Beyond Time de uma banda local chamada Unchain em 1991, ela se juntou ao grupo de doom metal experimental The 3rd and the Mortal com apenas 19 anos de idade, banda com a qual gravou uma demo autointitulada em 1993, o EP Sorrow, e o álbum Tears Laid in Earth, ambos lançados pela gravadora Voices of Wonder em 1994.
Após a sua saída do grupo em 1995 devido à razões pessoais, ela se juntou à banda Storm, fortemente inspirada na música tradicional nórdica. No entanto, o projeto se dissolveu pouco depois do lançamento do primeiro e único álbum, Nordavind, após algumas declarações de Rueslåtten à mídia norueguesa dizendo que ela não havia concordado com o conteúdo lírico anticristão de algumas canções, o que gerou animosidade entre ela e os demais membros Fenriz e Satyr.

### Carreira solo e hiato (1995–2005)
O primeiro lançamento solo de Rueslåtten saiu ainda em 1995, Demo Recordings. O segundo álbum, Spindelsinn, foi lançado em 1997 atráves da Sony Music da Noruega, sendo totalmente cantado no idioma norueguês como um tributo à cultura nórdica. Ela ainda foi indicada na categoria "Melhor Cantora Feminina" no Norwegian Grammy Awards. Seu terceiro disco, Mesmerized, foi lançado em 1998.
Passado esse período, Rueslåtten se mudou temporariamente para Londres, Inglaterra com o intuito de se aperfeiçoar em produção musical, na tentativa de obter o tipo de sonoridade que sempre desejou em sua música. Como resultado disso, foram lançados posteriormente os experimentais Pilot (2002) e Other People's Stories (2005). Após os concertos promocionais de Other People's Stories no final de 2005, Rueslåtten decidiu dar uma pausa em sua carreira artística.

### Retorno à musica e The Sirens (2013–presente)
A cantora retomou sua carreira musical em 2013 com uma releitura da canção "Why So Lonely" do The 3rd and the Mortal, que teve a participação do tecladista do Nightwish, Tuomas Holopainen. A faixa foi sucedida pelo lançamento do álbum completo Time to Tell em 2014. E desde então, Rueslåtten tem permanecido artisticamente ativa com o lançamento dos discos To the North (2015), Silence Is the Only Sound (2017) e Sørgekåpe (2020).
Entre 2014 e 2016, ela se juntou às cantoras Anneke van Giersbergen (ex-The Gathering) e Liv Kristine (ex-Theatre of Tragedy) no supergrupo The Sirens. O projeto uniu as principais vocalistas da primeira geração do female-fronted metal que foram responsáveis por inspirar diversas bandas do gênero. O trio fez algumas turnês pela Europa e América do Sul tocando canções inéditas, bem como clássicos das bandas que às consagraram, além de material de suas respectivas carreiras solo.

## Vida pessoal
Rueslåtten é mãe de uma menina chamada Agnes (nascida em 2007) e um menino chamado Emil. Ela também é professora de psicologia desde 2005.

## Discografia

### Solo
- Demo Recordings (1995)
- Spindelsinn (1997)
- Mesmerized (1998)
- Pilot (2002)
- Other People's Stories (2005)
- Time to Tell (2014)
- To the North (2015)
- Silence Is the Only Sound (2017)
- Sørgekåpe (2020)

### The 3rd and the Mortal
- Tears Laid in Earth (1994)

### Storm
- Nordavind (1995)

### Participações
| Ano  | Artista           | Álbum                                               | Faixa                                        |
| ---- | ----------------- | --------------------------------------------------- | -------------------------------------------- |
| 1992 | Hedge Hog         | Erase                                               | "This Grace"                                 |
| 1993 | Israelvis         | Mutilation                                          | (Múltiplas faixas)                           |
| 1993 | Israelvis         | Albino Blue                                         | (Múltiplas faixas)                           |
| 2001 | Art of Fighters   | Artwork                                             | "Artwork"                                    |
| 2002 | Rawthang          | The Sun / Epilogue                                  | "Epilogue"                                   |
| 2003 | Rawthang          | Benjie ‎– Scorned / AI (Rawthang Remix)              | "Scorned"                                    |
| 2003 | Rawthang          | Epilogue (VIP) / The Pursuit                        | "Epilogue (VIP)"                             |
| 2004 | Rawthang          | Beautiful Morning / Wildstyle                       | "Beautiful Morning"                          |
| 2006 | Rawthang          | Beautiful Morning (Black Sun Empire Remix) / Shaman | "Beautiful Morning (Black Sun Empire Remix)" |
| 2006 | Rawthang          | Push / Ferocity                                     | "Push"                                       |
| 2014 | Åge Aleksandersen | Sukker og salt                                      | "Kjæresten min" "Kveldssol"                  |